# Anthurium madisonianum
Anthurium madisonianum är en kallaväxtart som beskrevs av Thomas Bernard Croat. Anthurium madisonianum ingår i släktet Anthurium och familjen kallaväxter. Inga underarter finns listade.